# Бильжо, Андрей Георгиевич

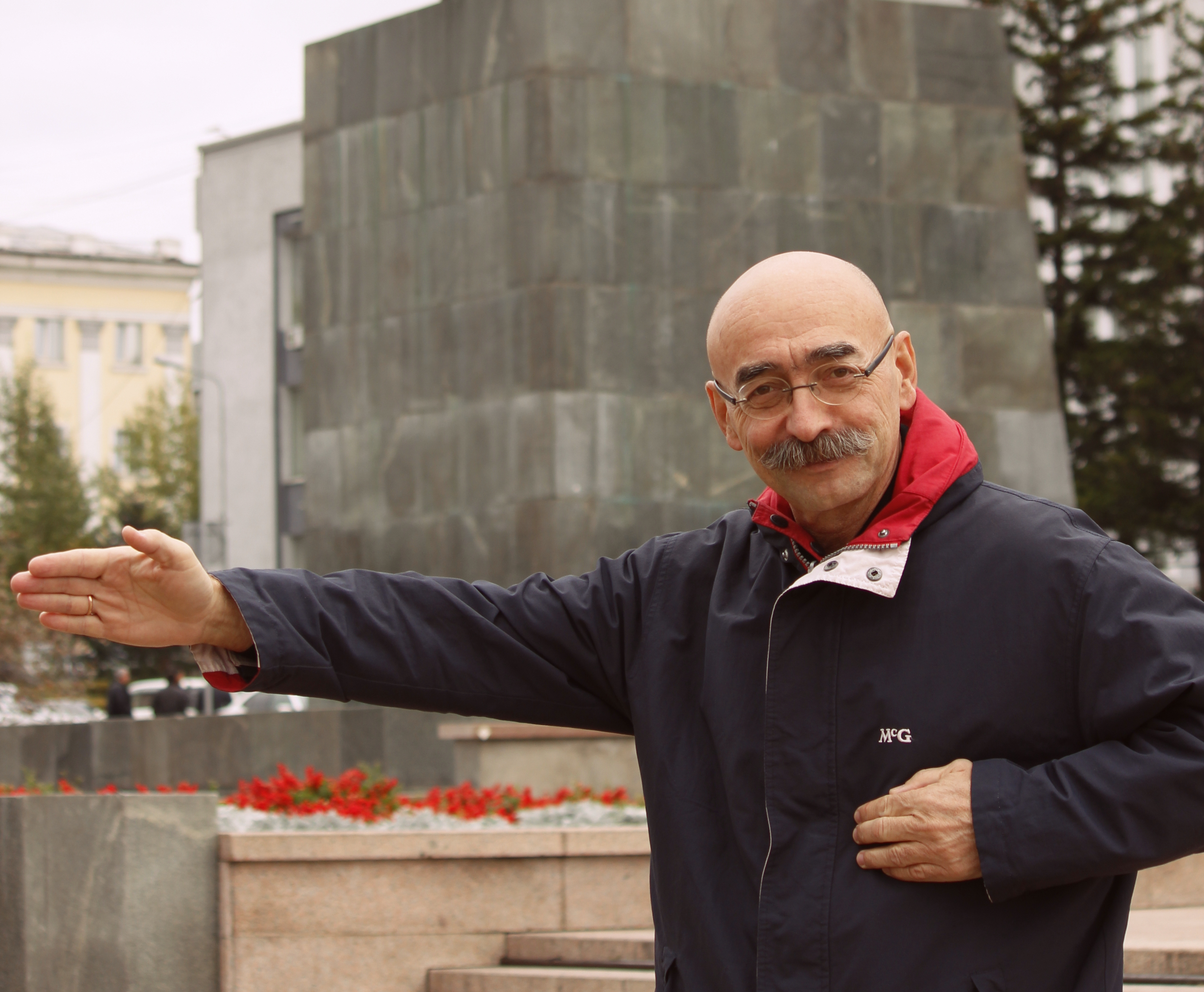
Андрей Бильжо в Улан-Удэ. Сентябрь 2012

Андрей Георгиевич Бильжо (род. 26 июня 1953 года, Москва, РСФСР, СССР) — российский художник-карикатурист, живописец, юморист, врач-психиатр, кандидат медицинских наук. Также работает в области книжной иллюстрации, авторской книги, анимации, дизайна интерьера. Главный художник журнала «Магазин». Член Союза художников России и Союза дизайнеров России. Академик Академии графического дизайна. Почётный член Российской академии художеств, ресторатор, основатель ресторана-клуба «Петрович», предприниматель, автор концепции сети ресторанов в Москве и других городах.

## Биография
Родился 26 июня 1953 года в Москве. Учился в Московской художественной школе при Дворце пионеров имени В. И. Ленина. В 1976 году окончил 2-й Московский медицинский институт по специальности «врач-психиатр». Во время учёбы увлёкся карикатурой и графикой. 
По окончании института работал научным сотрудником НИИ гигиены водного транспорта, затем несколько лет был судовым врачом на разных судах. Окончил ординатуру, защитив диссертацию по проблемам юношеской шизофрении, стал кандидатом медицинских наук. 
Десять лет работал психиатром в разных психиатрических больницах и в Институте психиатрии АМН СССР.
Рисованием увлёкся в детстве. Вначале занимался графикой. С 1975 года начал печататься как карикатурист в газетах «Московский комсомолец», «Литературной газете», «Собеседник» и других периодических изданиях. С 1989 года занимается живописью.
Пятнадцать лет работал в издательском доме «Коммерсантъ» главным художником-карикатуристом. Именно в это время появился его известный персонаж «Петрович», благодаря которому Бильжо и получил известность как художник-карикатурист.
С 1996 года работает на телевидении. Был сценаристом программы Леонида Якубовича «Анализы недели» на РТР. Особую популярность приобрёл, участвуя в телепрограмме канала Виктора Шендеровича «Итого» (НТВ и ТВ-6), где выступал в качестве врача-мозговеда, рассказывавшего истории из своей работы в «маленькой психиатрической больнице города N». Позднее участвовал в другой программе Шендеровича «Бесплатный сыр» (ТВС), где показывали рисованный мультфильм «Петрович». Кроме того, мультипликационный сериал про Петровича, созданный самим Бильжо, транслировался каналами ОРТ и НТВ. Также работал в области книжной иллюстрации, авторской книги, анимации, дизайна интерьера. Более 15 лет работал в газете «Известия», где вёл авторскую рубрику и еженедельно публиковал свои новые карикатуры. С 2005 года — ведущий художник газеты. Покинул газету летом 2010 года после отказа редакции публиковать его карикатуры. Был колумнистом журнала «Саквояж СВ». Сотрудничает с различными рекламными агентствами. В 2007 году Google запустил визуальную рекламную кампанию в Интернете на основе рисунков Андрея Бильжо. В 2007—2008 годах вёл программу «Наболевший вопрос» на 5-м канале.
Член Союза художников России и Союза дизайнеров России. Академик Академии графического дизайна с 1999 года (с 2007 — вице-президент) и почётный член Российской академии художеств. Лауреат ряда профессиональных премий.
Как автор книг дебютировал в 2001 году. Бильжо вместе с филологами Марией Голованивской и Анной Левычкиной, а также графическим дизайнером Ириной Тархановой подготовил и выпустил иллюстрированную книгу-букварь для обучения детей чтению «Азбуквы».
В 2010 году в издательстве АСТ вышла его книга «Заметки пассажира. 24 вагона с комментариями и рисунками автора», в которой собраны истории, написанные и проиллюстрированные художником для журнала «Саквояж СВ». Сам Бильжо сказал, что в этой книге показывает «[…] третий вариант возможностей рисовать. В этой книжке карикатур, по которым меня знают, гораздо меньше».
В 2020 году в издательстве Эксмо в серии «Интеллектуальное хулиганство с иллюстрациями Андрея Бильжо» вышла новая книга. Это сборник юмористических рассказов, основу которого составляют сюжеты русских народных и зарубежных сказок, интерпретированных применительно к современности.
В сентябре 2020 года подписал письмо в поддержку протестных акций в Белоруссии. 
С 2007 года имеет недвижимость в Венеции. С 2022 года на постоянной основе проживает в Италии. 

## Критика
В декабре 2016 года Бильжо спровоцировал скандал своей публикацией, в которой заявил, что он, как психиатр по образованию, читал историю болезни в архиве больницы им. П.П. Кащенко и может сделать вывод, что Зоя Космодемьянская страдала шизофренией, а её предсмертный подвиг объясняется кататоническим ступором с мутизмом, в который она впала. Военный историк Александр Дюков отметил, что высказывание Бильжо не только оскорбительно, но и ложно: Космодемьянская никогда не лечилась в больнице Кащенко, а единственная история болезни, которая у неё есть, связана с больницей им. Боткина, где архивы хранятся не дольше 25 лет, так что Бильжо при всём желании не мог получить доступ к этим документам.

## Бизнес
Автор идеи клубов-ресторанов «Петрович». Первый ресторан был открыт в Москве в 1997 году, затем Бильжо с партнёрами открыли аналогичные заведения в Праге и Киеве. В 2007 году появился «Петрович» в Санкт-Петербурге. Специализация «Петровича» — русская и советская кухня, помещения отделаны в стилистике 1970-х годов, вход по клубным картам. «Петрович» позиционируется не только как ресторан, но и клуб с программами вечеров и выставок-акций, предназначенный для людей обеспеченных и творческих. Как объяснял сам Бильжо: «Постепенно те, у кого есть деньги и кто не утратил способности чувствовать, стали понимать, что в Москве человеку, обладающему каким-никаким запасом культуры и некоторым интеллектом, пойти некуда. Роскошь перестала удивлять. […] „Петрович“ — клуб художников, поэтов, рекламщиков, людей, которые занимаются творчеством […] Здесь работают разные анализаторы, это объединение ресторана, выставочного пространства и сцены».
В мае 2000 года в московском ресторане-клубе «Петрович» открылся новый зал, получивший своё название — «Петрович Путешественник». Зал со временем стал отдельным рестораном, со своей концепцией и кухней. Также Андрей Бильжо открыл в Москве клуб-ресторан-тир «Майор Пронин».
В 2009 году Андрей Бильжо, УК «Покровское» и Vesco Group решили использовать образ Петровича на рынке загородной недвижимости. На Симферопольском шоссе в Заокском районе Тульской области было начато строительство дачного посёлка «Петрович на даче» на 140 домовладений. В случае успеха проекта предполагалось развитие сети аналогичных посёлков с использованием бренда «Петрович».

## Семья
Дед (со стороны матери) — Абрам Григорьевич Розин (1896, Мозырь — 25 декабря 1937, расстрелян), член Бунда, был директором краснокамского завода «Изолит» Наркомата лесной промышленности СССР. 
Бабушка, Зельда Израилевна Гинзбург-Розина (1896, Речица —?), работала референтом наркома внешторга, была в 1938 году осуждена на 8 лет ИТЛ как ЧСИР, позже находилась на поселении в Тюмени.
Дед (со стороны отца) — Виктор Осипович Билжо (также Виктор Иосифович Бильжо и Виктор-Станислав Билжо; 5 марта 1884, Санкт-Петербург — 4 марта 1938, расстрелян), католического вероисповедания, работал главным технологом в московском отделении Петроградской фабрики Заготовления Государственных Знаков (Гознак), автор учебника «Печатные машины для высокой, плоскостной и глубокой печати» (М.—Л.: Гизлегпром, 1935). 
Бабушка — Антонина Игнатьевна Билжо.
Отец — Георгий Викторович Бильжо, инженер. 
Мать — Александра Абрамовна Розина, преподавала физику в школе рабочей молодежи, позже работала завучем в средней школе. 
Жена — Светлана
- Сын — Антон Андреевич Бильжо (род. 1978), российский режиссёр, сценарист, автор рекламных роликов. Детство провёл в Эстонии.[26]

## Награды
- 1980 — лауреат года газеты «Московский комсомолец».
- 1982 — лауреат года газеты «Комсомольская правда».
- 1989 — Гран-при международной выставки «Сатира в карикатурах и фотографиях»
- 1991 — первая премия на выставке-конкурсе «Золотая кисть» (Москва)
- 1994 — премия лучшему карикатуристу года «Золотой Остап» (Москва)
- 1994 — премия лучшему художнику прессы «Золотой гонг» (Москва)
- 1997 — третья премия на Международной выставке-конкурсе дизайна и интерьера (Москва)
- 2000 — специальный диплом «Петровичу как культурному явлению» на Фестивале анимационного фильма (Таруса) за серию мультфильмов «Однажды Петрович».
- 2000 — национальная телевизионная премия ТЭФИ (Москва, совместно с В. Шендеровичем)[27]
- 2003 — диплом «Мэтр дизайна» на выставке-конкурсе FID-expo (Москва)
- 2003 — диплом Союза дизайнеров России «За вклад в развитие дизайна».

## Выставки
Участник десятков выставок в России, Германии, Бельгии, Голландии, Италии, США, в том числе персональных в Москве (1993, 1994, 2003, 2005, 2012, 2013), Перми (2010), Брюсселе (1989), Берлине (1991), Дюссельдорфе (1995). Среди них «Происшествия» в Крокин галерее (Москва, 2007), «Петрович и не только» (Пермский государственный художественный музей, 2010), «Это не всё» (Мультимедиа Арт Музей, Москва, 2012), «Мои классики. Продолжение» и «Роза Азора» (Москва, 2012) «Андрей Бильжо в ММОМА» (Москва, 2013).